# Mariko Aoki-fenomenet

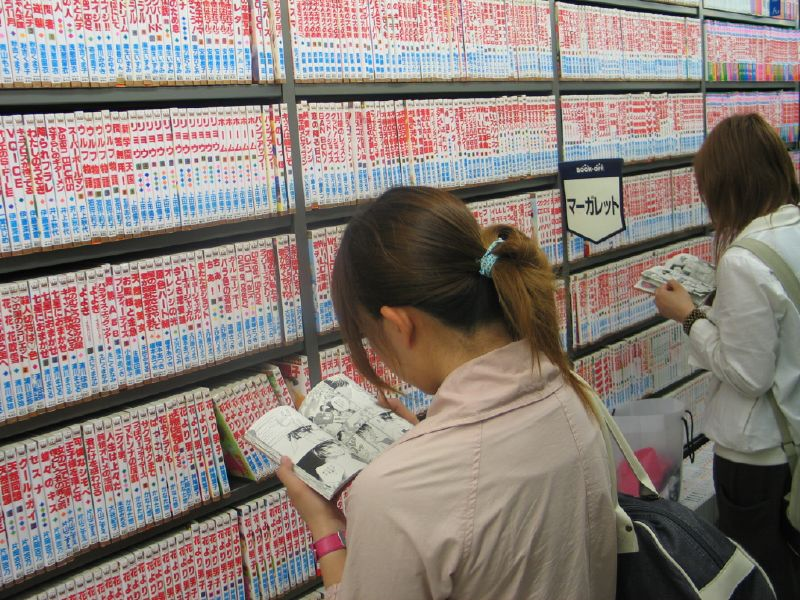
Kunder som står och läser manga i en japansk bokhandel

Mariko Aoki-fenomenet (Japanska: 青木まりこ現象) är ett japanskt uttryck som hänvisar till ett spontant behov av att bajsa när man går in i en bokhandel. Fenomenet är uppkallat efter Mariko Aoki, en kvinna som beskrev fenomenet i en tidningsartikel publicerad 1985. Enligt den japanska psykologen Shōzō Shibuya är de specifika orsakerna till detta fenomen fortfarande okända (2014). Det är fortfarande okänt om fenomenet enbart är en vandringssägen. 